# Magno (Rio de Janeiro)
Magno foi um bairro da cidade do Rio de Janeiro, que ficava em torno da Estação Magno, atual Estação Mercadão de Madureira. O bairro, datado de uma época em que os bairros não eram oficializados pela prefeitura, acabou sendo absorvido pelo crescimento de Madureira, bairro ao qual hoje é uma área totalmente integrada.

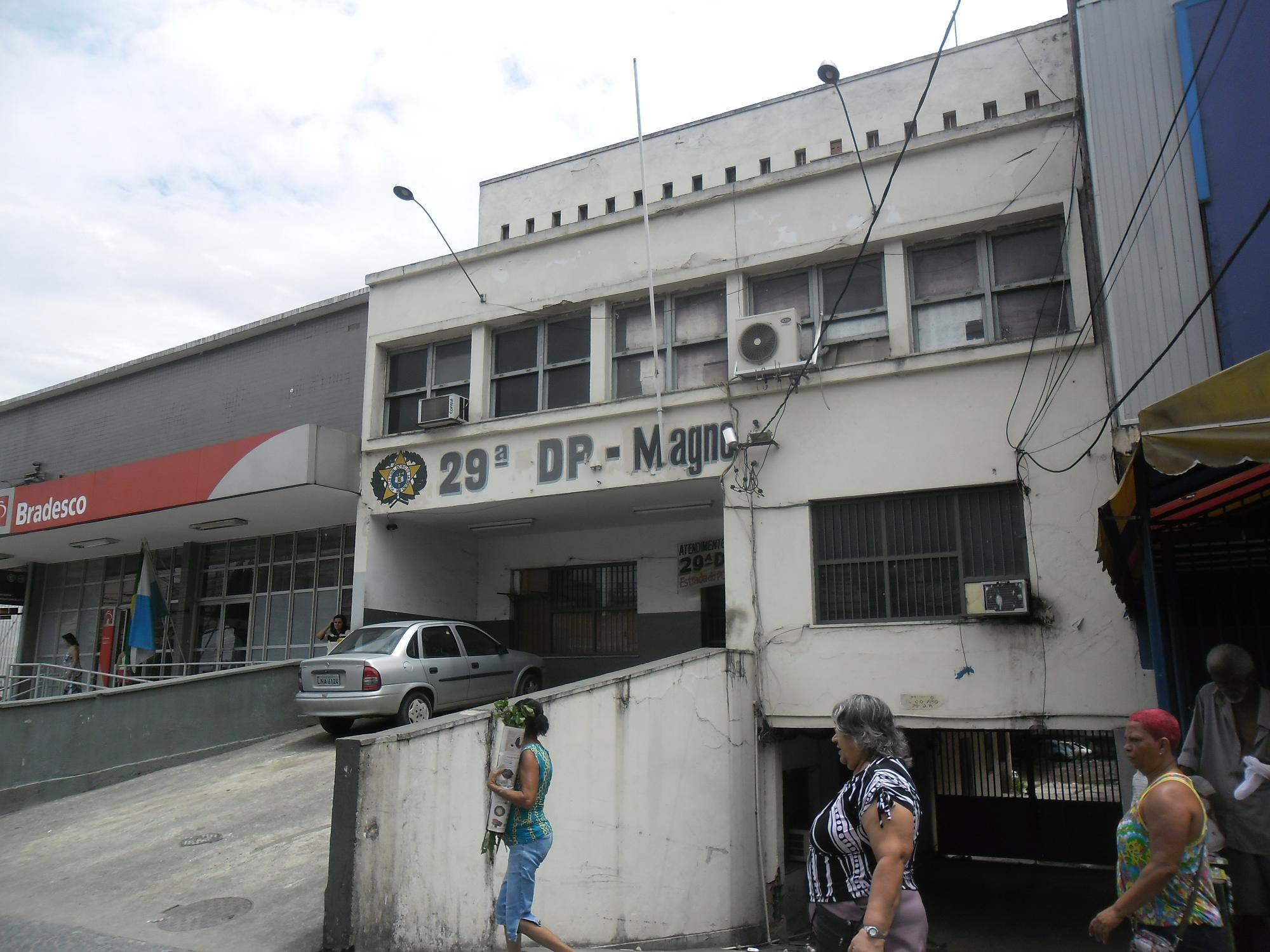
29ª Delegacia Policial - Magno, próxima ao Mercadão de Madureira.

Ao lado sul da estação que levava o nome de Magno fica localizada a quadra do GRES Império Serrano. Um dos clubes que deram origem ao Madureira Esporte Clube se chamava Magno Futebol Clube